# XuChá: O Chá da Xuxa
XuChá: O Chá da Xuxa é a décima sétima turnê de Xuxa, realizada em parceria com a festa Chá da Alice. O show, que reúne os maiores sucessos de Xuxa, teve sua estreia em 22 de outubro de 2016 no Vivo Rio, Rio de Janeiro. Todo o lucro de cada apresentação foi destinado à Fundação Xuxa Meneghel.

## Antecedentes
Em 2012, a produção da festa Chá da Alice convidou Xuxa para participar de uma edição do evento, mas ela recusou a proposta. Em 2016, foi feito um novo convite para que ela participasse da edição que tinha Ivete Sangalo como atração, conhecida como Chá da Veveta, realizada em 1º de julho de 2016, no Barra Music, no Rio de Janeiro. Durante o show, Xuxa foi homenageada pelos 30 anos do programa Xou da Xuxa, e a partir desse momento começaram os rumores sobre uma edição da festa com a "Rainha dos Baixinhos".

## Sobre o show

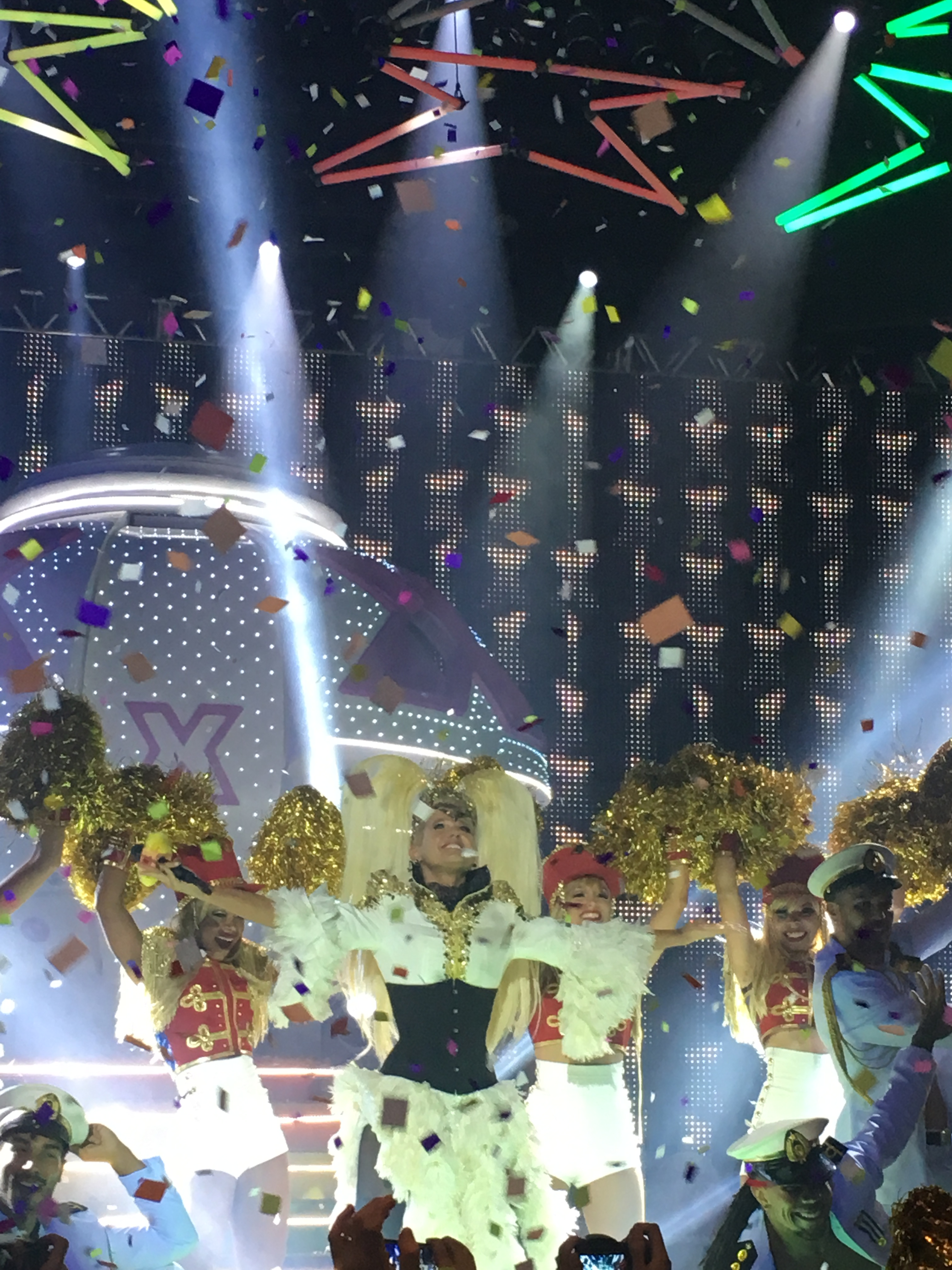
Xuxa no Metropolitan, em 28 de abril de 2017.

Segundo Xuxa, o show foi construído com base nos pedidos da maioria dos fãs, começando pela seleção de repertório, que incluiu uma ampla variedade de hits do Xou da Xuxa. Todas as músicas foram apresentadas em suas versões originais, algo que os fãs aguardavam há muito tempo. No entanto, com exceção de "Planeta Xuxa", as faixas foram editadas para incluir o maior número possível de sucessos na setlist.
Para cada apresentação, Xuxa convidou um grupo de drag queens para interpretar dois hits das Paquitas: "Fada Madrinha (É Tão Bom)" e "Sonho de Verão". Essa performance acontece normalmente entre as músicas "Hoje É Dia de Folia" e "Planeta Xuxa".

## Setlist
O repertório a seguir se refere somente ao show de abertura, ocorrido em 22 de outubro de 2016 no Rio de Janeiro, podendo não corresponder aos shows seguintes. Todas as músicas foram editadas (exceto Planeta Xuxa) e apresentadas em suas versões originais. 
1. "Amiguinha Xuxa"
2. "O Xou Da Xuxa Começou"
3. "Tindolelê"
4. "Eu Tô Feliz"
5. "Hoje É Dia De Folia"
6. "Planeta Xuxa"
7. "Libera Geral"
8. "Tô De Bem Com A Vida"
9. "Brincar De Índio"
10. "Xuxaxé"
11. "Festa Do Estica E Puxa"
12. "Nosso Canto De Paz"
13. "Pinel Por Você"
14. "Xuxalelê"
15. "Para Não (Tem Alguém Cansado Aí?)"
16. "Marquei Um X"
17. "Giro Do Planeta"
18. "Arco-Íris"
19. "Ilariê"
20. "Lua De Cristal"

## Cenário

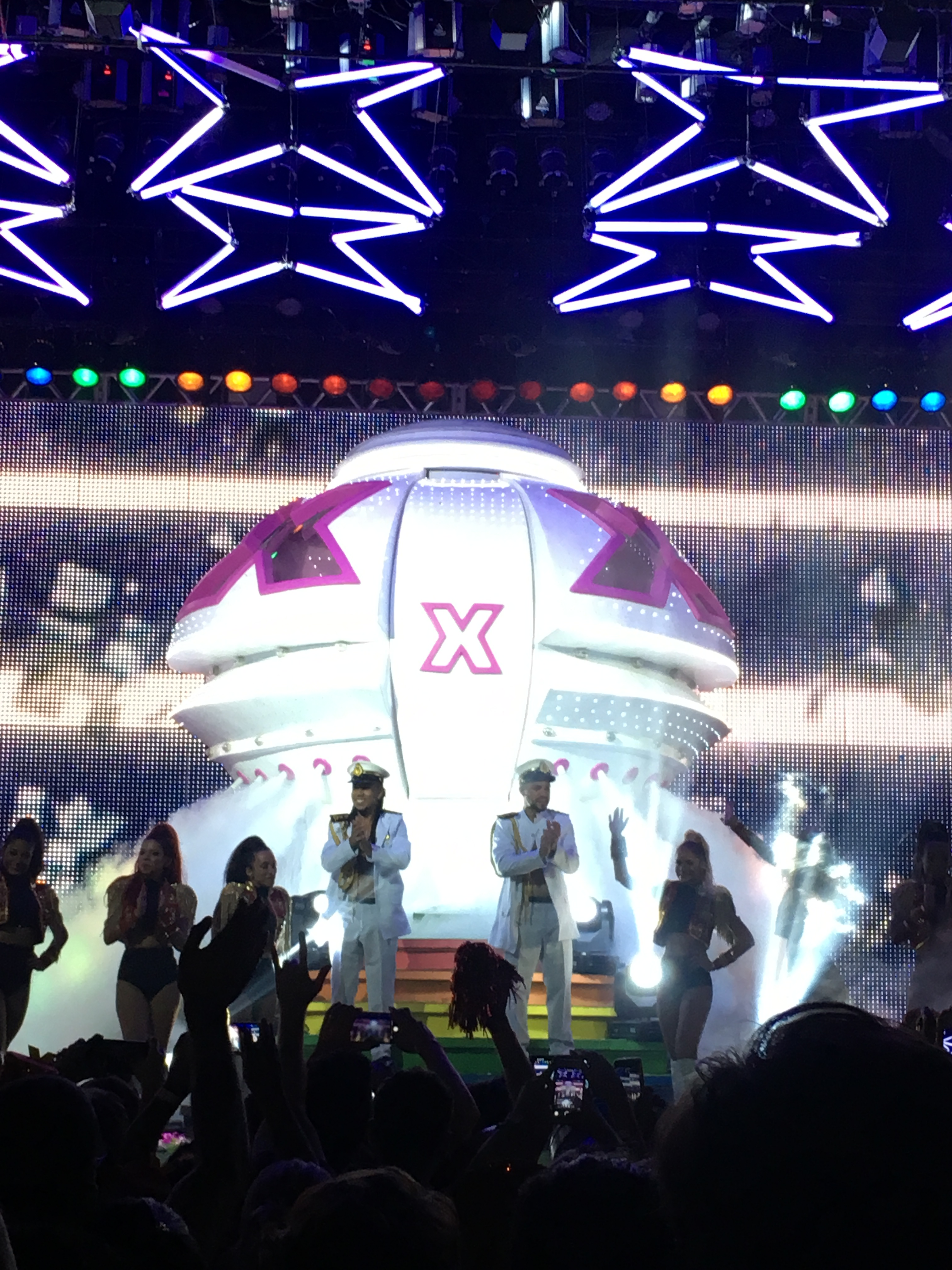
A icônica nave espacial de Xuxa foi uma atração marcante durante a apresentação da turnê.

A maior parte dos elementos utilizados no show são reciclados de turnês anteriores de Xuxa, com poucos objetos cenográficos novos. A produção criou uma réplica da nave espacial branca do Xou da Xuxa de 1992 e da escada colorida do programa de 1990. No fundo, diversos telões exibem animações que fazem referência às músicas da turnê, com destaque para a animação da "Amiguinha Xuxa", que recria o ambiente do programa em 1992.
Para a performance de "Giro do Planeta", Xuxa e o cantor Abdullah gravaram backdrops, com a apresentadora usando um aplique e figurino semelhantes aos que usava no Planeta Xuxa. O mesmo recurso foi utilizado na música "Hey DJ", com uma nova caracterização.

## Figurinos
Diferentes figurinistas contribuíram para o show, criando roupas que, embora variadas, sempre remetem aos figurinos clássicos dos anos 1980 e 1990. Na primeira parte do espetáculo, Xuxa sai da nave usando um vestido branco de penas, botas e uma coroa com "xuxas" gigantes. Durante as apresentações de "Planeta Xuxa" e "Libera Geral", ela veste um sobretudo com um chapéu repleto de LEDs; ao tirar o sobretudo, revela um macacão preto e branco semelhante ao que usou no Xuxa Park em seu especial de 10 anos.
Após um intervalo, Xuxa retorna ao palco com um macacão preto brilhante, complementado por uma saia preta e pulseiras coloridas para cantar "Xuxaxé". A partir desse momento, ela troca de perucas para cada música. Em "Giro do Planeta", Xuxa remove a saia e se cobre com um pano preto transparente. Na última parte do show, ela aparece com uma capa colorida que lembra a bandeira da comunidade LGBT, para interpretar "Arco-Íris".

## Bilheteria
No dia 8 de setembro de 2016, a equipe do Chá da Alice divulgou um vídeo promocional com imagens do show Natal Mágico, anunciando a nova turnê de Xuxa. Quatro dias após o anúncio, a venda de ingressos para o show no Rio de Janeiro foi oficialmente aberta. A procura foi tão intensa que o site responsável pela venda ficou fora do ar por alguns momentos. Em menos de 6 horas, a maior parte dos ingressos já havia sido vendida, estabelecendo um recorde de vendas para uma edição do Chá da Alice.
No dia 1 de novembro de 2016, Xuxa confirmou, por meio de seu perfil no Instagram, a data e o local do XuChá em São Paulo. O evento ocorreu em 2 de dezembro, no Citibank Hall. A pré-venda dos ingressos começou em 8 de novembro, exclusiva para clientes dos cartões Citi e Diners, enquanto as vendas para o público em geral iniciaram em 15 de novembro de 2016, pelo site Tickets For Fun. Em março de 2017, Xuxa anunciou o primeiro show da sua turnê nacional XuChá, que pretende visitar diversas cidades brasileiras. O evento inaugural foi realizado na tradicional casa de shows Metropolitan, no Rio de Janeiro, em 28 de abril de 2017.

## Transmissão

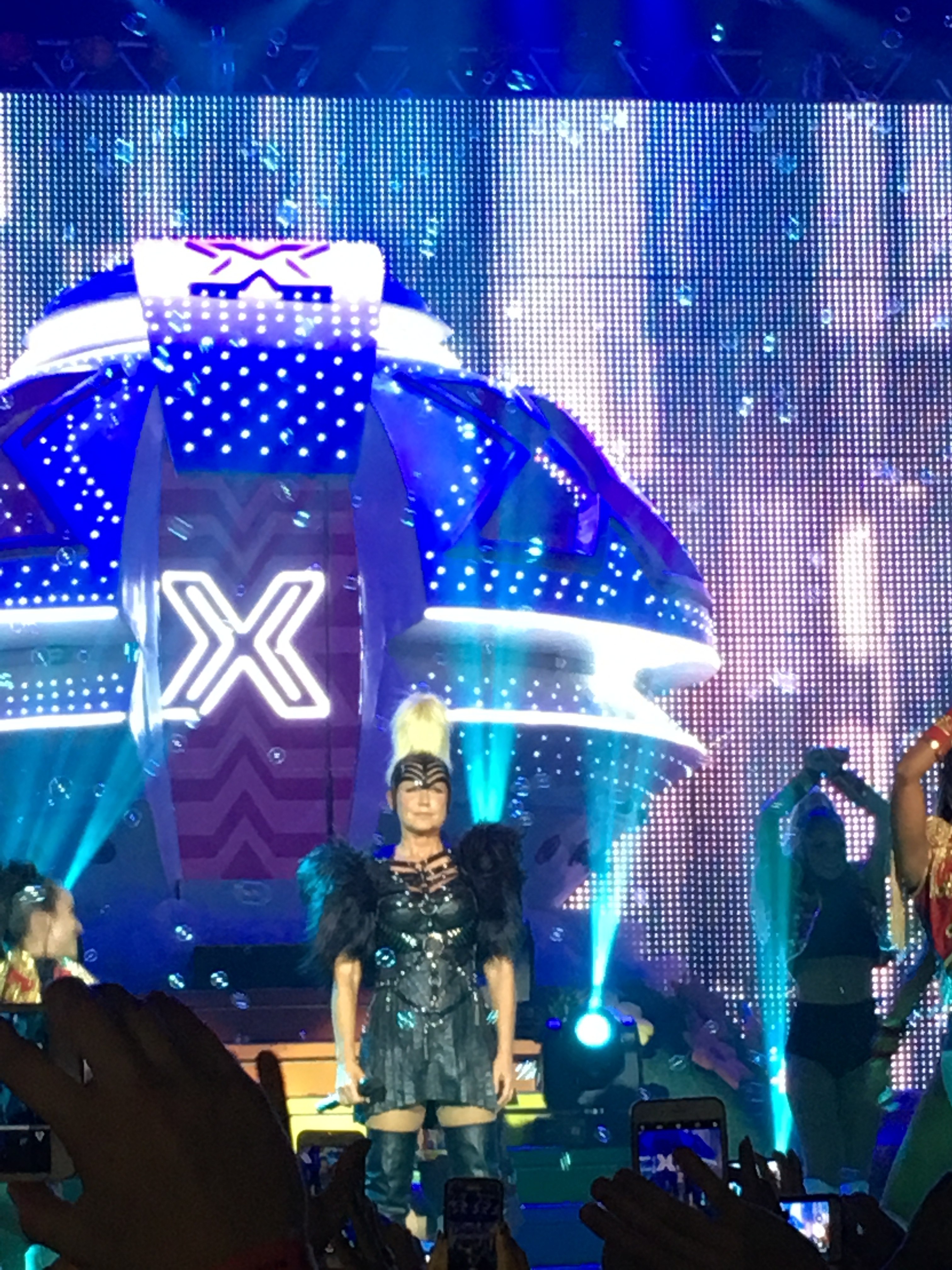
Xuxa durante a performance da canção "Lua de Cristal".

O primeiro show da turnê, realizado em 22 de outubro de 2016 no Rio de Janeiro, foi transmitido na íntegra no Canal X no YouTube, com o anúncio da transmissão feito apenas algumas horas antes da apresentação. A gravação ficou disponível por apenas um dia antes de ser removida, mas muitos fãs conseguiram salvá-la e a disponibilizaram na internet.
No dia 19 de dezembro de 2016, o show realizado em São Paulo foi exibido como um especial de Natal na Rede Record, substituindo o programa  Xuxa Meneghel. A exibição, que ocorreu das 22h44 às 0h06, registrou uma média de 6 pontos, com pico de 11 e 10% de share (quantidade de televisores ligados). Nas redes sociais, a hashtag #XuCháNaRecord rapidamente se tornou um dos Trending Topics do Twitter.
No final do ano, um DVD triplo não oficial (bootleg), contendo os shows do Rio e de São Paulo, além de um CD ao vivo, foi editado por fãs e disponibilizado para download gratuito.

## Recepção
Mabi Barros, em sua crítica para a revista Veja, destacou que "a nostalgia era palpável entre as centenas de fãs da Rainha dos (não tão mais) baixinhos durante o XuChá, que transformou um Citibank Hall lotado em um retorno aos anos 1990, com adultos fantasiados de paquitas em busca da glória da infância tardia". Ela também observou que "entre chuvas de serpentinas, balões coloridos e papel picado, Xuxa revisitava os sucessos que embalaram a infância de uma geração."
O portal R7.com comentou que "Xuxa fez muitos marmanjos voltarem a ser baixinhos", ressaltando que "cada detalhe do show evocava uma fase da apresentadora". A revista Quem descreveu o XuChá como "uma noite de nostalgia e animação", com Xuxa interpretando grandes sucessos de sua carreira.

## Datas
Xuxa confirmou em uma transmissão ao vivo em seu canal no YouTube em 27 de março, a primeira data do XuChá como uma turnê nacional. O concerto foi realizado na casa de shows Metropolitan, no Rio de Janeiro, em 28 de abril de 2017.
Shows também foram confirmados nas cidades de Vitória, Belo Horizonte, Fortaleza, Recife, Salvador e São Paulo. Xuxa explicou que a agenda das apresentações pelo Brasil ainda não foi definida.
| Data                  | Cidade         | País           | Local            |                |
| América do Sul        | América do Sul | América do Sul | América do Sul   | América do Sul |
| --------------------- | -------------- | -------------- | ---------------- | -------------- |
| 22 de outubro de 2016 | Rio de Janeiro | Brasil         | Vivo Rio         |                |
| 2 de dezembro de 2016 | São Paulo      | Brasil         | Citibank Hall    |                |
| 28 de abril de 2017   | Rio de Janeiro | Brasil         | Metropolitan     |                |
| 27 de maio de 2017    | Belo Horizonte | Brasil         | BH Hall          |                |
| 7 de outubro de 2017  | Recife         | Brasil         | Chevrolet Hall   |                |
| 11 de outubro de 2017 | Salvador       | Brasil         | Arena Fonte Nova |                |
| 14 de outubro de 2017 | Brasília       | Brasil         | Arena Lounge     |                |

## Aplicativo #TôNoXuChá
Em outubro de 2017, foi lançado o aplicativo #TôNoXuChá, para apoiar a divulgação dos três últimos shows da turnê. Desenvolvido pela agência Fonte Criativa, em Salvador, o aplicativo é baseado na tecnologia PWA (Progressive Web App) e consiste num editor de imagens com enfeites do universo Xuxa, como chapéus de diferentes gerações de Paquitas, botas, perucas, e layouts das capas dos discos. A ideia sugerida pelo aplicativo é de compartilhar a foto com a hashtag #TôNoXuChá no Instagram ou Twitter.